# Cabral Ibacka
Cabral Neculai Ibacka Zabana, plus connu sous le nom de Cabral (né le 4 octobre 1977) est une personnalité de la télévision roumaine, acteur, philanthrope, entraîneur de Tae Bo, et vice- champion d'Europe 1994 de kick-boxing.

## Carrière
Né à Bucarest, Cabral a commencé à s'entraîner au kickboxing et au Muay Thai à l'âge de 6 ans. À l’âge de 23 ans, il avait déjà remporté plusieurs titres. Diplômé de l'Université écologique de Bucarest, Faculté des sports, Cabral est également connu comme l'un des premiers promoteurs du Tae Bo en Roumanie (après 1997).
Cabral a commencé sa carrière à la télévision en 1998 en tant qu'animateur de diverses émissions (sur Antena 1 et Prima TV après 1999)[réf. nécessaire].
En 2000, Cabral rejoint Acasă TV, une chaîne de télévision appartenant à MediaPro, ce qui lui ouvre la porte pour jouer dans les films et séries produits par la société de production du consortium, MediaPro Pictures. Son rôle le plus notable est venu en 2005, lorsqu'il a joué l'inspecteur Eduard Bălan dans la mini-série à succès roumaine Băieți buni. Depuis, il a joué dans plusieurs feuilletons. Il fait également des apparitions au cinéma (en 1996, pour le film français Je ne marcherais jamais seul !, et en 2007 dans Catacombes).
Parallèlement, Cabral s’est également investi dans des œuvres caritatives. Il a travaillé sur plusieurs campagnes sociales avec l'Association Ovidiu Rom, HHC Romania, Hospice Casa Speranței, et aussi avec sa propre organisation, "Zâmbet și Suflet",.

## Vie personnelle
Le père de Cabral est originaire de la République du Congo et a obtenu son diplôme de l'Université de Bucarest pour devenir ministre de la Santé au république du Congo.
Cabral a été marié deux fois. Son premier mariage était avec Luana Mitran de 2000 à 2006. Ils ont une fille nommé Inoke qui est née en 2002. Il est actuellement marié à l'actrice Andreea Pătrașcu, qu'il a épousée en 2011. Depuis le 5 décembre 2018, Andreea et Cabral ont une fille. Le 20 mai 2021, ils ont annoncé qu'ils attendaient leur deuxième enfant ensemble, prévu pour l'automne 2021 ;  l'enfant, un garçon, est né en octobre 2021.
Cabral est apparenté au joueur de basket-ball de la NBA Serge Ibaka.